# Марк Ливий Друз (народный трибун)
Марк Ли́вий Друз (лат. Marcus Livius Drusus; родился в 124/122 году до н. э. или несколько позже — убит в конце 91 года до н. э., Рим, Римская республика) — римский политический деятель, народный трибун 91 года до н. э. Принадлежал к одному из знатнейших и богатейших аристократических родов Римской республики. На ранних этапах своей карьеры участвовал в борьбе сената с популяром Луцием Аппулеем Сатурнином в 100 году до н. э., прошёл квестуру и эдилитет (даты неизвестны). Став народным трибуном, попытался провести ряд преобразований, целью которых было укрепление власти сената. Реформы Марка Ливия предполагали систему компромиссов между разными сословиями римского общества: переход судов под контроль сената, расширение последнего вдвое за счёт всадников, раздел между беднейшими гражданами всей общественной земли, вывод ряда колоний, развитие системы материальной помощи городскому плебсу. Кроме того, трибун заявил о необходимости предоставления римского гражданства всем жителям Италии. Законы по всем пунктам, кроме последнего, были приняты, но в том же году отменены из-за ожесточённого сопротивления врагов реформ. Друз ещё до истечения срока трибуната был убит неизвестным, и прямым следствием этого стало восстание италиков против Рима.
Через своего приёмного сына Марк Ливий Друз был номинальным дедом императрицы Ливии и соответственно предком многих Юлиев-Клавдиев.

## Происхождение
Марк Ливий принадлежал к плебейскому роду Ливиев, выделявшемуся во II веке до н. э. как своей знатностью, так и богатством. Когномен Друз (Drusus) имеет кельтское происхождение, и Ливии носили его с IV века до н. э. Прадед Марка Ливия по мужской линии был по рождению патрицием Эмилием, которого усыновил Марк Ливий Салинатор, консул 219 и 207 годов до н. э. (это был первый случай усыновления патриция плебеем). В историографии нет единого мнения о том, к какой ветви Эмилиев принадлежал этот нобиль. Немецкий антиковед Ф. Мюнцер предположил, что это был сын Луция Эмилия Павла, коллеги Салинатора по первому консулату, погибшего при Каннах. По мнению Г. Самнера, это мог быть сын Мания Эмилия Нумиды; в этом случае Марк Ливий Друз приходился троюродным племянником Марку Эмилию Лепиду, консулу 126 года до н. э. Если же прав Мюнцер, Друз оказывается в довольно близком родстве с Публием Корнелием Сципионом Эмилианом, братьями Гракхами, Сципионами Назиками.
Сын Марка Ливия Эмилиана и дед Марка Ливия Друза стал консулом в 147 году до н. э. и безуспешно оспаривал у своего гипотетического двоюродного брата Сципиона Эмилиана руководство осадой Карфагена. У Гая Ливия была дочь, жена Публия Рутилия Руфа, и двое сыновей. Старший сын был слепым и поэтому не мог сделать политическую карьеру; младший, Марк Ливий, был консулом в 112 году до н. э. и цензором в 109 году, но известен в первую очередь как коллега Гая Семпрония Гракха по трибунату 122 года. Он успешно боролся против реформ, выдвигая свои проекты, ещё более радикальные и соответственно нереализуемые, и получил почётное прозвище «отец сената».
Сыном этого Друза и патрицианки Корнелии (неизвестно, к какой именно ветви рода она принадлежала) и был Марк Ливий, народный трибун 91 года до н. э. У Марка-младшего был брат, усыновлённый одним из Эмилиев Лепидов (предположительно Марком Эмилием, консулом 126 года до н. э.) и получивший имя Мамерк Эмилий Лепид Ливиан. Кроме того, у Марка Ливия была сестра, жена сначала Квинта Сервилия Цепиона, а потом Марка Порция Катона Салониана.

## Ранние годы
При датировке рождения Марка Ливия исследователи опираются на сообщение Луция Аннея Сенеки-младшего, согласно которому Друз «в детстве не знал ни отдыха, ни развлечений, озабоченный лишь серьёзными делами форума»; отсюда делается вывод, что Марк Ливий был несовершеннолетним на момент смерти отца, то есть в 109 году до н. э. Кроме того, Гай Веллей Патеркул называет Друза в его трибунский год «юношей», Марк Туллий Цицерон — «молодым» человеком, Диодор Сицилийский пишет, что Друз был «молод годами». Цицерон в своём перечне восьми лучших римских ораторов времён Союзнической войны в трактате «Брут» ставит Друза на предпоследнее место, но здесь дело явно не в возрасте, а в силе ораторского дарования: и Гай Аврелий Котта, и Публий Сульпиций, и Квинт Варий Север Гибрида, возглавляющие этот список, были трибунами позже, чем Марк Ливий.
Исходя из всех этих данных, Мюнцер датирует рождение Друза предположительно 124 годом до н. э. Самнер считает, что Друз родился не раньше 124 года и, может быть, даже не раньше 122 года до н. э. Российский исследователь Ю. Циркин в своей книге «Гражданские войны в Риме. Побеждённые» уверенно называет в качестве даты рождения 124 год до н. э.
Брат Марка Мамерк Эмилий в 79 году до н. э. претендовал на консулат и, следовательно, родился не позже 121 года до н. э. Но источники не сообщают, кто из двух братьев был старше. В одном из сохранившихся фрагментов «Истории» Саллюстия говорится, что Мамерк был старше, чем Гай Скрибоний Курион-отец, который, в свою очередь, родился между 125 и 123 годами до н. э. Поэтому Самнер предположил, что Мамерк был старшим братом.
Отец Марка Ливия умер на вершине своей карьеры — занимая должность цензора (109 год до н. э.). В это самое время по инициативе народного трибуна Гая Мамилия Лиметана в Риме шли судебные процессы против ряда представителей сенатского сословия, замешанных в коррупционном скандале. Обвиняемые пытались опереться на латинов и союзников; эта попытка могла стать прецедентом, который использовал Марк Ливий позже — во время своего трибуната. Среди осуждённых были товарищи Друза-старшего по борьбе против Гая Семпрония Гракха Луций Опимий и Луций Кальпурний Бестия; был серьёзно скомпрометирован коллега Друза-старшего по цензуре Марк Эмилий Скавр. Но на положении Ливиев эти события не отразились: юный Друз унаследовал огромное богатство, положение в среде высшей аристократии и популярность в народе.
Марк Ливий необычайно рано начал общественную деятельность и снискал известность как судебный оратор. В этом ему не помешало даже слабое здоровье (источники сообщают о припадках эпилепсии). По словам Сенеки, «ещё совсем крошкой, одетый в претексту, он решался выступать перед судом в защиту обвиняемых и испытывать силу своего влияния на форуме, причём, говорят, настолько действенно, что некоторые приговоры определялись его речами».
Друз был членом жреческой коллегии понтификов (об этом сообщают его элогий и Цицерон в одной из речей). Когда произошло избрание, неизвестно. Свою военную карьеру он начал, согласно элогию, с должности военного трибуна, а гражданскую — с должности децемвира по разрешению тяжб (decimvir stlitibus iudicandis). Автор классического справочника о римских магистратах Роберт Броутон предположил, что избрание на эти посты могло произойти в 105 и 104 годах до н. э. соответственно.
Квестура и эдилитет в элогии не упоминаются, но исследователи видят в этом вину либо авторов надписи, либо людей, снимавших с неё копию: прохождение Марком Ливием этих двух этапов традиционного для римского аристократа карьерного пути зафиксировано в другом источнике. Псевдо-Аврелий Виктор сообщает, что Друз был квестором в провинции Азия. Предположительно именно на пути туда он прошёл в Антикире довольно успешный курс лечения от эпилепсии. Должность эдила, по данным того же автора, Марк Ливий «провёл блестяще». К его эдильскому году относится столкновение с коллегой, неким Реммием (последний больше нигде не упоминается); Реммий сделал какое-то замечание «о пользе Республики», а Друз ответил: «А что у тебя общего с нашей Республикой?» Здесь точных дат тоже нет. Броутон предположительно относит квестуру к 102 году до н. э. (в этом случае одним из коллег Друза был Гай Норбан), а эдилитет — к 94 году до н. э.
Существует альтернативная версия, согласно которой Марк Ливий не был эдилом: Псевдо-Аврелий Виктор либо его источник могли принять за исполнение эдильских обязанностей организацию Друзом игр в память об отце.
Самое раннее точно датированное упоминание Марка Ливия в сохранившихся источниках относится к 100 году до н. э. В декабре этого года Друз был в числе римских аристократов, которые собрались у храма Санка, чтобы вооружиться для решающей борьбы против народного трибуна Луция Аппулея Сатурнина. Сатурнин в конце концов был убит, а Марк Ливий участием в этих событиях подтвердил свою благонадёжность.
Важную роль в судьбе Друза и, по мнению некоторых античных авторов, во всей римской истории сыграли его отношения со знатным патрицианским семейством Сервилиев Цепионов. Марк Ливий был женат на Сервилии, а брат последней Квинт Сервилий Цепион был женат на сестре Друза. С этим свойством была связана близкая дружба, конец которой положил конфликт, происшедший, согласно Плинию Старшему, из-за золотого кольца на каком-то аукционе. Другие подробности конфликта и его дата неизвестны. Мюнцер предположил, что он мог быть связан с распродажей имущества Цепиона-старшего и, соответственно, имел место в 103 году до н. э.; другие исследователи считают, что ссора произошла существенно позже и что её причиной могло стать упомянутое Страбоном распутное поведение сестры Цепиона-младшего и жены Друза, повлёкшее за собой развод — сначала Друза с Сервилией, потом Цепиона с Ливией. Датой развода может считаться 97 или 96 год до н. э.
И Цепион, и Друз принадлежали к аристократической группировке (faction), объединившейся вокруг рода Цецилиев. После разрыва их дружбы другие члены этой группировки заняли сторону Марка Ливия, а Квинт Сервилий, оказавшийся в одиночестве, перешёл на сторону всадничества в его противостоянии сенату. Для Цицерона взаимоотношения Друза и Цепиона стали классическим примером смертельной вражды.

## Личность
Античные авторы единодушно рассказывают о выдающихся дарованиях Марка Ливия, и в первую очередь о его красноречии. Талантами, образованностью, знатностью и богатством Друз резко выделялся на общем фоне. Диодор Сицилийский называет его самым богатым человеком Рима, а Плиний Старший утверждает, что одной только серебряной посуды у Марка Ливия было на 10 тысяч фунтов веса. При этом у Квинта Фабия Максима Аллоброгского, занимавшего первое место среди римлян предыдущего поколения по этому показателю, была только одна тысяча фунтов. Впрочем, согласно Псевдо-Аврелию Виктору, даже такое состояние Друз смог растратить из-за своей «чрезмерной щедрости».
Личные качества Марка Ливия получили в источниках самые высокие оценки. Сообщается о его неподкупности, «редкой честности» и «наилучших намерениях»; Плутарх отмечает «исключительную воздержность» Друза, а Диодор — его верность своим обещаниям и «благородство души». Последнее сицилийский историк называет семейной чертой Ливиев наряду с их «добротой к согражданам». Уникальность взаимоотношений между Друзом и плебсом Диодор подчеркнул рассказанной им историей. «Когда выдвигался какой-то закон и только что получил одобрение, один гражданин остроумно заметил: „этот закон обязателен для всех граждан, кроме двух Друзов“».
Марк Ливий заботился о своей репутации, подчёркивая её незапятнанность. Кроме того, он был уверен, что знатность накладывает определённые обязанности. Сохранился рассказ о том, как архитектор пообещал ему за пять талантов спроектировать дом на Палатине так, чтобы тот «был незаметен и недосягаем для посторонних». Но Друз ответил: «Если только позволяет твоё искусство, расположи мой дом так, чтобы все мои действия могли бы видеть все», и заплатил за это вдвое больше. В историографии этот эпизод упоминают в связи с представлениями римлян о том, как должен себя вести народный трибун («Самый дом его по закону не имеет запора, днём и ночью он открыт как пристанище и прибежище для всех нуждающихся»), и соответственно относят его к тому времени, когда Друз уже решил баллотироваться в трибуны. Во время квестуры он «не хотел пользоваться никакими знаками отличия, дабы ничто не казалось более заметным, чем он сам».
Некоторые источники сообщают негативные факты о Друзе: Сенека пишет о его «наглости и самоуверенности», Луций Анней Флор о завистливости, Псевдо-Аврелий Виктор — о высокомерии и готовности из-за безденежья делать «много противоречащего его достоинству». В частности, Марк Ливий якобы за деньги выдал царю Мавретании Бокху князька Магульсу, бежавшего было в Рим; в результате Магульсу бросили под ноги слону. «Сына царя нумидийцев Адгербала он принял заложником в свой дом, тайно надеясь, что отец его негласно выкупит». В любом случае Друз на момент своего избрания трибуном пользовался уважением как у народа, так и в аристократических кругах и был известен своими «благонадёжными» взглядами.

## Трибунат

### Предыстория

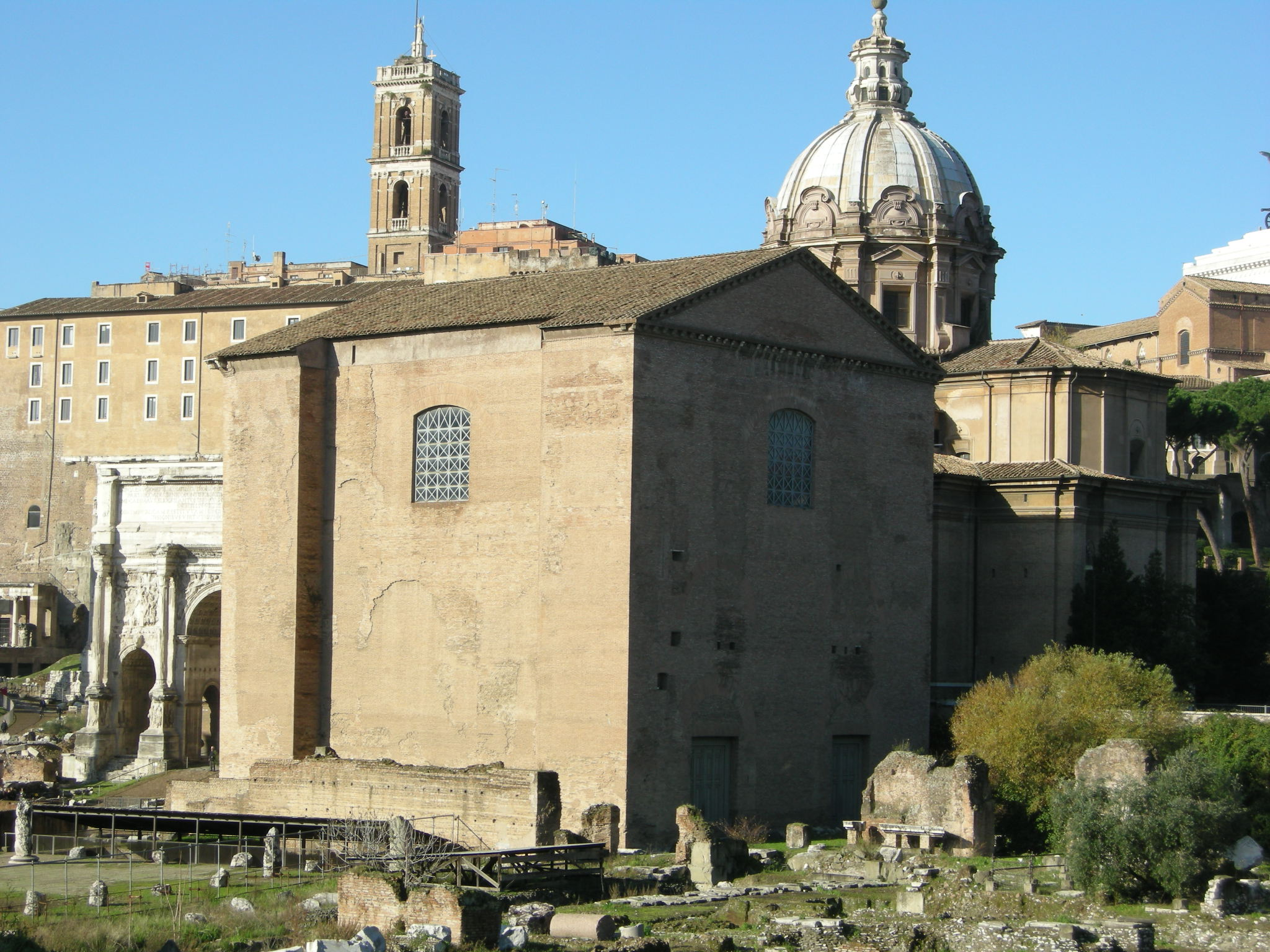
Курия Юлия (построена на Римском форуме на месте Гостилиевой курии, где заседал римский сенат во времена Друза)

К числу важнейших для Рима конца II — начала I веков до н. э. проблем относились судебный вопрос и связанная с ним проблема откупов в провинциях, в частности в Азии, которая была богатейшим владением Республики. Гай Семпроний Гракх передал суды под контроль всаднического сословия, и он же ввёл в Азии откупную систему, обогащавшую всё тех же всадников. В 106 году до н. э. консул Квинт Сервилий Цепион (тесть Друза) провёл контрреформу, после которой коллегии присяжных снова стали набирать из сенаторов — по одной версии полностью, по другой наполовину. Но этот порядок продержался всего несколько лет, пока претор Гай Сервилий Главция не вернул суды всадникам.
В 100 году до н. э. сенатская аристократия и всадничество на короткое время объединились для борьбы с Сатурнином, но совсем скоро отношения между ними снова испортились. Откупщики беззастенчиво грабили провинции, а своё господство в судах использовали для давления на неугодных им наместников. Особенно скандальная ситуация возникла в связи с фигурой Публия Рутилия Руфа — мужа тётки Марка Ливия, человека безукоризненной честности, авторитетного сенатора. Руф был легатом при проконсуле Азии Квинте Муции Сцеволе в середине 90-х годов до н. э., и это наместничество было отмечено бескомпромиссной борьбой администрации с произволом откупщиков. Всадники нанесли ответный удар: по возвращении Публия Рутилия в Рим они привлекли его к суду по обвинению в злоупотреблении властью и, хотя дело было явно сфальсифицировано, добились обвинительного приговора. Руф удалился в изгнание, а остальным сенаторам эти события показали крайнюю необходимость новой судебной реформы.
На сторону всадников в наметившемся противостоянии встал заклятый враг Друза Квинт Сервилий Цепион, выдвинувший судебное обвинение против Марка Эмилия Скавра. В результате Марк Ливий не смог остаться в стороне: он должен был встать на защиту интересов как своего дяди Публия Рутилия, так и Марка Эмилия — друга и коллеги его отца. Именно ради этого Друз выдвинул свою кандидатуру в народные трибуны на 91 год до н. э., хотя после эдилитета логичнее было избираться претором (оба Гракха и Сатурнин пошли в трибуны после квестуры).
Марка Ливия в его попытке провести реформы поддержали Скавр, цензорий (то есть бывший цензор) и самый видный оратор эпохи Луций Лициний Красс (существует предположение, что именно эти двое были подлинными авторами законопроектов Друза), консуляры Марк Антоний и оба Квинта Муция Сцеволы — Понтифик и Авгур. Кроме того, союзниками Марка Ливия были городской претор 91 года до н. э. Квинт Помпей Руф и только начинавшие свою карьеру квестории (бывшие квесторы) Гай Юлий Цезарь Страбон Вописк, Публий Сульпиций и Гай Аврелий Котта. Ближайшим советником Друза был Луций Меммий. Зятя последнего, Гая Скрибония Куриона, тоже причисляют к окружению Марка Ливия.

### Законопроекты Друза
Марк Ливий официально занял должность народного трибуна 10 декабря 92 года до н. э. О последовавших за этим событиях из-за дефицита источников известно не слишком много: неясна даже последовательность законодательных инициатив Друза. Одни исследователи считают первым законом судебный, другие — аграрный, или аграрный и хлебный. В любом случае реформатор исходил из необходимости вернуть суды под контроль сената и этой задаче подчинил всё остальное. Суть его подхода сформулировал Гай Веллей Патеркул: «Предложенное Друзом было как бы приманкой, чтобы, соблазнив толпу меньшим, добиться большего».
Судебная реформа предполагала своеобразный компромисс между двумя высшими сословиями: состав сената должен был увеличиться вдвое за счёт 300 всадников, и под контроль этого обновлённого сената должны были перейти суды, включая комиссию, занимавшуюся делами о вымогательствах. Таким образом, всадничество, терявшее важный властный рычаг, получало компенсацию, а сенат благодаря радикальному расширению мог справиться со своими новыми задачами. Кроме того, создавалась новая комиссия, которая должна была заниматься судебным преследованием присяжных, уличённых во взяточничестве. Сам Друз дал утилитарное объяснение этой реформе, явно связанное с процессом Публия Рутилия, — «чтобы любой честный человек не был должен опасаться обвинений». Трибун получил в этом вопросе полную поддержку сената.
Аграрный законопроект (lex agraria) предусматривал раздел всех остававшихся ничейными общественных земель между неимущими гражданами. Речь шла в первую очередь о землях в Кампании (ager Campanus), а также в Бруттии и других регионах Южной Италии. Кроме того, предполагался вывод новых колоний — как в Италии, так и в Сицилии; возможно, имелась в виду реализация закона Друза-старшего от 122 года до н. э., в котором говорилось о двенадцати колониях, каждая на три тысячи человек. Для реализации всех этих мер создавались две комиссии, и членом обеих стал Марк Ливий. Цель аграрной реформы трибун видел в том, чтобы склонить на сторону сената беднейшее крестьянство и не оставить будущим политикам-демагогам ничего, что они могли бы пообещать народу — «кроме небосвода и топей болот».
Хлебный закон Друза (lex frumentaria) только упоминается в источниках. Десятью годами ранее Луций Аппулей Сатурнин снизил цену на хлеб для римских граждан до символической (с 6 1/3 до 5/6 асса за модий), и неизвестно, был ли соответствующий закон отменён после гибели трибуна. Таким образом, Друз мог снизить цену до того же уровня или пойти дальше и предложить бесплатную раздачу хлеба. Эта мера должна была обеспечить реформатору поддержку со стороны беднейшего городского плебса.
Финансировать дорогостоящие новшества Марк Ливий предложил за счёт порчи монеты: планировалось примешивать к серебру одну восьмую часть меди. Некоторые исследователи предполагают, что речь шла не о равномерной порче всей монеты, а о выпуске на каждые восемь полновесных серебряных денариев одного из посеребрённой меди. Существует альтернативное мнение, что истинной целью этого новшества было уменьшить реальные долги крупных землевладельцев.
Все эти законы были приняты — предположительно в конце весны или начале лета 91 года до н. э. Источники рассказывают, что Друз накануне решающего дня вызвал в Рим своих сторонников, причём не только граждан, но и латинов; он не обратил внимания на сообщения о плохих предзнаменованиях и на протест своих противников. Неизвестно, выдвигались ли законопроекты Марка Ливия по одному или все вместе. Позже основанием для их отмены стало нарушение закона Цецилия-Дидия, предусматривавшего обязательный промежуток как минимум в 24 рыночных дня между обнародованием законопроекта и голосованием по нему и запрет на «пакетное» голосование, но неясно, какой именно пункт был нарушен в данном случае.
Какое-то время в связи с успехом своих законопроектов Марк Ливий был самым могущественным человеком Республики. Это подчёркивается в ряде источников: Цицерон называет Друза «мужем с огромным влиянием», Плутарх пишет, что Марк Ливий «руководил в ту пору государственными делами».

### Борьба с врагами реформ

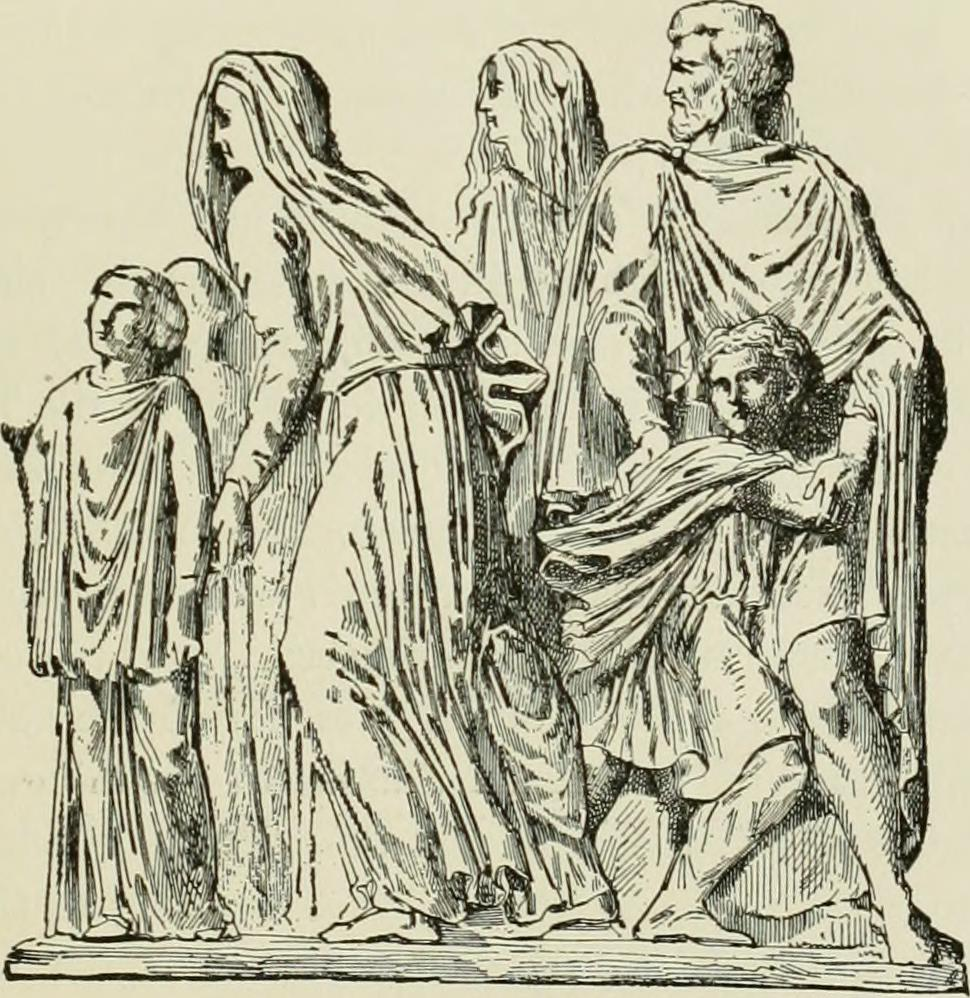
Иллюстрация к «Истории Рима и римского народа» 1883 года

Попытка Друза серией частичных компромиссов согласовать между собой интересы всех слоёв общества возымела обратный эффект: большая часть всех граждан оказалась недовольна преобразованиями. Так, для всадников было явно недостаточно включения в сенат 300 представителей их сословия; к тому же закон Марка Ливия не устанавливал чёткие критерии и механизм отбора новых сенаторов. Между тем всадники теряли крайне важный для них инструмент влияния и могли стать фигурантами расследований в обновлённых судах. Цицерон называет имена «тогдашних лучших людей, бывших опорой римского народа» из этого сословия: Гай Флавий Пусион, Гней Титиний, Гай Меценат. Эти всадники «оказали Друзу самое активное сопротивление», настаивая на том, что подвергать их риску судебного преследования несправедливо. В связи с этим тот же Цицерон позже писал, что «Италийская война была вызвана страхом перед правосудием». Возглавил всадничество в его противодействии реформам старый враг Марка Ливия Квинт Сервилий Цепион, который в 91 году до н. э. предположительно занимал должность претора.
В сенате тоже возникла сильная оппозиция реформам. Многие сенаторы полагали, что присоединение к ним сразу 300 всадников положит конец первенству старой знати в политической жизни Республики и что успех реформ опасным образом усилит личную власть трибуна. Во главе оппозиции встал один из консулов 91 года до н. э. Луций Марций Филипп, ради противостояния Друзу примирившийся с Цепионом (последний незадолго до того обвинял Филиппа в суде).
Широкие слои плебса были напуганы слухами о планах Друза предоставить гражданство всем италикам, а крупные римские землевладельцы и союзники заранее протестовали против раздела между беднотой общественных земель: эти участки уже давно были оккупированы. Известно, что делегация обеспокоенных новыми законами жителей Этрурии и Умбрии прибыла к Филиппу, и Аппиан даже утверждает, будто целью этих людей было убить Друза; в историографии это заявление греческого историка считается преувеличением.
Представители обеих противоборствующих сторон действовали в духе популяров, применяя грубое давление на оппонентов. Так, Марк Ливий угрожал Цепиону, что сбросит его с Тарпейской скалы. Согласно Плинию Старшему, трибун выпил однажды козлиной крови, чтобы обвинить Цепиона в отравлении. Филиппу Друз «в собрании так сильно сдавил шею, что у того обильно потекла из носа кровь, которую он, упрекая того в излишестве, назвал рассолом из маринованных тунцов» . По другой версии, Луция Марция схватил за горло помощник трибуна.
Враги реформ отвечали на такие инциденты клеветой; предположительно именно в трибунский год Друза распространились слухи о том, что он якобы за деньги выдал Бокху Мавретанскому беглеца Магульсу и рассчитывал «продать» нумидийскому царю его сына-заложника. Эти слухи, скорее всего, не имели какой-либо фактической основы. Луций Марций Филипп в пылу борьбы позволил себе то, чего не делали даже отъявленные популяры: выступил против сената как такового. В народном собрании он заявил, «что должен искать более разумного государственного совета, ибо с теперешним сенатом он не в состоянии управлять республикой». Уже на следующий день, в сентябрьские иды (13 сентября), Друз созвал сенат, чтобы обсудить возникшую ситуацию. Он рассказал собравшимся, что Луций Марций нападал перед народом на всё сенаторское сословие. Его поддержал Луций Лициний Красс, отказавшийся признавать Филиппа консулом, если тот не признаёт его сенатором. Собравшиеся, впечатлённые красноречием Красса, единогласно постановили: «Римский народ не должен сомневаться в том, что сенат всегда неизменно предан заботе о благе республики». Но оратор сразу после этого выступления почувствовал себя плохо, а спустя девять дней умер.
Смерть Красса стала тяжелейшим ударом по реформаторам и существенно изменила соотношение сил в сенате. В целом в сентябре недовольство Друзом в Риме достигло апогея. Этим воспользовался Филипп, созвавший сенаторов и выступивший перед ними сразу в двух качествах — как консул и авгур. Как консул он заявил, что законы Друза были приняты с нарушением закона Цецилия-Дидия; как авгур — что они были приняты вопреки воле богов, о чём сообщали многочисленные знамения. В результате большинство проголосовало за отмену законов. Для Марка Ливия это означало полное поражение; использовать своё право вето трибун не стал, ограничившись замечанием, что сенат в числе прочих отменил и судебный закон, принятый в его интересах.
Марк Ливий отказался от идеи переизбираться на следующий год, а его единомышленник Гай Аврелий Котта проиграл выборы. Цепион и Филипп смогли провести в трибуны на следующий год свою креатуру — Квинта Вария Севера Гибриду.

### Италийская проблема
Последней из инициатив Марка Ливия стало предложение о предоставлении римского гражданства всем жителям Италии. Неизвестно, было ли оно оформлено в качестве законопроекта, или Друз только собирался это сделать; неизвестны также подлинные цели трибуна. Тит Ливий и Аппиан утверждают, что Друз обратился к этой теме до отмены остальных законопроектов, Флор и Веллей Патеркул — что это произошло уже позже. Многие исследователи считают, что закон о гражданстве для италиков с самого начала входил в программу реформ Марка Ливия и что последний просто ждал удобного момента; по мнению Мюнцера, соответствующая идея появилась у Друза только осенью, и ради неё трибун легко отказался от борьбы за свои предыдущие законопроекты.
Существует и другая версия. Современный российский исследователь Р. Лапырёнок пишет: «Италийский вопрос всегда был для римских политиков лишь способом обрести популярность среди союзников и представлял собой особый вид социальной демагогии». Обещание гражданства италикам было крайней мерой, к которой Гракхи и Друз прибегали только после поражений. При этом Марк Ливий понимал, что его сторонники в сенате такое решение италийского вопроса в любом случае не поддержат: в их числе были Луций Лициний Красс и Квинт Муций Сцевола Авгур, которые в 97 году до н. э. приняли закон, направленный против союзников.
По мнению немецкого антиковеда Р. Томсена, Друз в этой ситуации не был демагогом: он убедился в течение своего трибунского года, что италийский вопрос требует скорейшего решения и что без поддержки италиков ему не решить главную задачу — не провести судебную реформу; Марк Ливий предполагал, что и сенаторы понимают это, а потому окажут содействие. Но в этом он ошибся.
Слухи о тайных переговорах между Друзом и лидерами союзников циркулировали в Риме с начала 91 года до н. э. Весной италики планировали убить обоих консулов во время празднества на Альбанской горе; Марк Ливий предупредил о существующей опасности Филиппа, но это только ещё больше скомпрометировало его в глазах врагов реформ. В дальнейшем италики поддерживали трибуна во время голосования по его законопроектам. Известно, что в доме Друза в это время жил один из лидеров марсов Квинт Попедий Силон, его друг. Согласно Плутарху, Силон уговаривал племянников Марка Ливия, семилетнего Квинта Сервилия Цепиона и четырёхлетнего Марка Порция Катона, похлопотать перед дядей за всех италиков, и Цепион изъявил согласие.
В «Исторической библиотеке» Диодора Сицилийского сохранился текст клятвы, которую принесли на верность Друзу союзники Рима:

Клянусь Юпитером Капитолийским, Вестой Римской, Марсом — нашим родовым божеством, Солнцем — родоначальником народа, Землёй — благодетельницей животных и растений, а также полубогами — основателями Рима и героями, которые способствовали росту империи, что я буду считать друзей и врагов Друза своими друзьями и врагами, и что я не буду щадить ни имущество, ни жизни моих детей или родителей в тех случаях, когда это будет на пользу Друза, или тех, кто принял эту клятву. Если я стану гражданином по закону Друза, я буду чтить Рим как свою Родину, а Друза как своего величайшего благодетеля. Эту клятву я передам стольким гражданам, скольким смогу. Если я соблюду клятву, все блага да прибудут ко мне; если я её нарушу — да будет наоборот
— Диодор Сицилийский. Историческая библиотека, XXXVII, 11
.
Некоторые исследователи считают, что вся эта история о клятве выдумана врагами Марка Ливия; другие учёные возражают в ответ, что в этом случае текст клятвы был бы откровенно антиримским. Существует вероятность, что этот текст попал в руки Филиппа, который его обнародовал, чтобы окончательно скомпрометировать Друза в глазах римских граждан и заявить о совершённой им государственной измене. Но в любом случае клятва потеряла актуальность из-за гибели Марка Ливия.

### Гибель
В последнюю четверть трибунского года (сентябрь — декабрь 91 года до н. э.) здоровье Марка Ливия, и до того оставлявшее желать лучшего, резко ухудшилось — предположительно из-за политической деятельности, сопровождавшейся поражениями и переживаниями. Очередной приступ эпилепсии настиг его прямо в народном собрании, после чего Друза полумёртвым принесли домой. «По всей Италии люди приносили обеты за его выздоровление». В дальнейшем Марк Ливий почти не выходил из дома — предположительно из-за болезни.
Однажды вечером в конце трибунского года Друз либо заканчивал приём посетителей в своём доме, либо возвращался домой с форума. Стоя в слабо освещённом портике в окружении людей, он внезапно вскрикнул: «Я ранен!» Толпа разбежалась, а близкие Друза увидели, что его бедро пронзено сапожницким ножом, оставшимся в ране; кровь залила стены дома и лицо Корнелии, склонившейся над сыном. Марка Ливия перенесли в дом, и там он умер несколько часов спустя.

Перед тем, как испустить последнее дыхание, он обратил взор на окружавшую его скорбную толпу и исторг слово, в полной мере соответствующее его внутренним убеждениям: «О родные мои и друзья, — сказал он. — Будет ли у государства гражданин, мне подобный?»
— Гай Веллей Патеркул. Римская история, II, 14, 2
Убийцу Друза так и не нашли. В составе «Аттических ночей» Авла Геллия сохранилась цитата из Семпрония Азеллиона, которую относят к этому человеку: «Он попросил сапожный нож у крепидария». Но выяснить на основании этой фразы, кто был убийца, невозможно. В Риме ходили слухи, что к случившемуся причастны Луций Марций Филипп, Квинт Сервилий Цепион и Квинт Варий Гибрида, но расследование проведено не было. «Друз не был больше любимцем сената», — объясняет это Томсен. Флор пишет, что Друз «пал жертвой личной вражды». Луций Анней Сенека-младший приводит альтернативную версию о том, что Марк Ливий покончил с собой. Наконец, в историографии существует гипотеза, что в действительности Друз умер в результате острого приступа болезни; эта версия основывается на туманной формулировке Луция Аннея Флора: «преждевременная смерть вырвала из жизни потрясённого беспорядками Друза — обычное явление в подобных случаях».
Италики, узнав о гибели трибуна, сразу начали подготовку к открытому выступлению против Рима. Они восстали в конце того же года.

## Семья

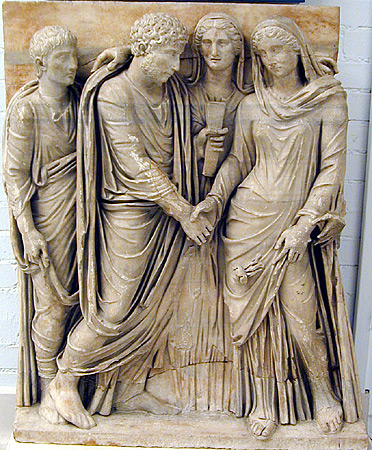
Церемония бракосочетания в Древнем Риме

Марк Ливий был женат один раз — на патрицианке Сервилии, дочери Квинта Сервилия Цепиона (консула 106 года до н. э.). Её матерью, по одной из версий, была представительница влиятельного плебейского рода Цецилиев Метеллов, дочь Квинта Цецилия Метелла Македонского и двоюродная сестра Метелла Нумидийского. Предположительно Друз развёлся с Сервилией после ссоры с её братом и больше не женился. Впрочем, существует и альтернативная версия, согласно которой Сервилия осталась женой Марка Ливия; в любом случае этот брак остался бездетным. Свою сестру, получившую развод от Цепиона-младшего, Марк Ливий выдал за Марка Порция Катона Салониана, а после смерти последнего принял под свою опеку и сестру, и её детей от обоих браков: Сервилия Цепиона (он умер молодым, пройдя в своей карьере только квестуру), Сервилию (жену двух Юниев — Марка Брута и Децима Силана — и мать знаменитого убийцы Гая Юлия Цезаря), Марка Порция Катона, получившего посмертное прозвание Утический, и Порцию, жену Луция Домиция Агенобарба. По одной из версий, у Друза была и ещё одна племянница Сервилия, жена Луция Лициния Лукулла (по другой версии, это была внучатая племянница). Ливия ненадолго пережила своего второго мужа, так что Друзу и его матери Корнелии пришлось взять на себя заботу обо всех этих детях. Известно, что в 91 году до н. э. юные Сервилии и Порции жили в доме Марка Ливия.
В источниках фигурирует нобиль по имени Марк Ливий Друз Клавдиан, принадлежавший к следующему поколению: он был претором в 50 году до н. э. и покончил с собой после битвы при Филиппах, где сражался на стороне республиканцев. Источники сообщают, что его отец носил имя Марк Ливий Друз; отсюда исследователи уверенно делают вывод, что Клавдиан был приёмным сыном трибуна 91 года до н. э. Имя его родного отца остаётся неизвестным. Это мог быть представитель семьи Клавдиев Пульхров или Клавдиев Неронов. Марк Ливий-старший мог в свои последние часы, уже после смертельного ранения, принять решение об адопции по завещанию сына одного из своих друзей и уладить все необходимые формальности.
Дочерью Друза Клавдиана была Ливия Друзилла, жена Тиберия Клавдия Нерона и Августа, мать императора Тиберия и Друза Старшего. Таким образом, Марк Ливий Друз может считаться номинальным предком большинства Юлиев-Клавдиев.

## Марк Ливий Друз в источниках
Биография Марка Ливия, как и история всей эпохи, содержит множество лакун. Известно, что о деятельности Марка Ливия писал его современник, историк Семпроний Азеллион, но от труда последнего осталось только несколько выписок, сделанных по большей части Авлом Геллием. Один из этих фрагментов предположительно относится к биографии Друза. Посидоний, к «Истории» которого, по мнению исследователей, восходит рассказ о Марке Ливии Диодора Сицилийского (XXXVII, 10), явно питал симпатию к трибуну. В составе «Естественной истории» Плиния Старшего (XXXIV, 14) сохранился фрагмент из Валерия Антиата, рассказывающий о событиях 91 года до н. э., который обнаруживает негативное отношение этого анналиста к Друзу.
Марку Туллию Цицерону в год трибуната Друза было 15 лет, но он ни разу не видел и не слышал Марка Ливия. Позже Цицерон много общался с единомышленниками Марка Ливия (в первую очередь с Гаем Аврелием Коттой) и поэтому проникся симпатией к трибуну. Перечисляя политиков-популяров, он называет Гракхов, Сатурнина и Публия Сульпиция, но не Друза; молчит Цицерон и о гипотетической роли Марка Ливия в развязывании Союзнической войны.
Тит Ливий, судя по периохам, посвятил трибунату Друза часть книги 70 и всю 71-ю. От этой части его труда сохранился только короткий пересказ содержания, но понятно, что историк предоставил своим последователям богатый материал по данной теме. При этом благодаря привлечению разнообразных источников и наличию временной дистанции Ливий был довольно беспристрастен. В дальнейшем латинские историки могли выбирать из «Истории Рима от основания города» фактическую информацию, чтобы трактовать её в соответствии со своими целями.
Так, Гай Веллей Патеркул изобразил Марка Ливия в положительном свете; здесь сыграло роль как италийское происхождение писателя, так и его желание угодить Тиберию, чьим предком Друз являлся. Псевдо-Аврелий Виктор, напротив, сделал Друза отрицательным персонажем; при этом глава о трибуне — самая объёмная в той части труда «О знаменитых людях», которая рассказывает о временах Республики. Оба историка рассказывают о своём герое в целом правдоподобные вещи, обнаруживая свою тенденциозность только в выборе и группировке фактов.
Аппиан Александрийский рассматривает трибунат Друза как прелюдию к Союзнической войне, а потому придаёт слишком большое значение италийскому вопросу. Это заставляет учёных использовать «Римскую историю» данного автора с осторожностью. Фридрих Мюнцер уверен, что Аппиан не может быть отнесён к основным источникам по данной теме.

## Оценки в историографии

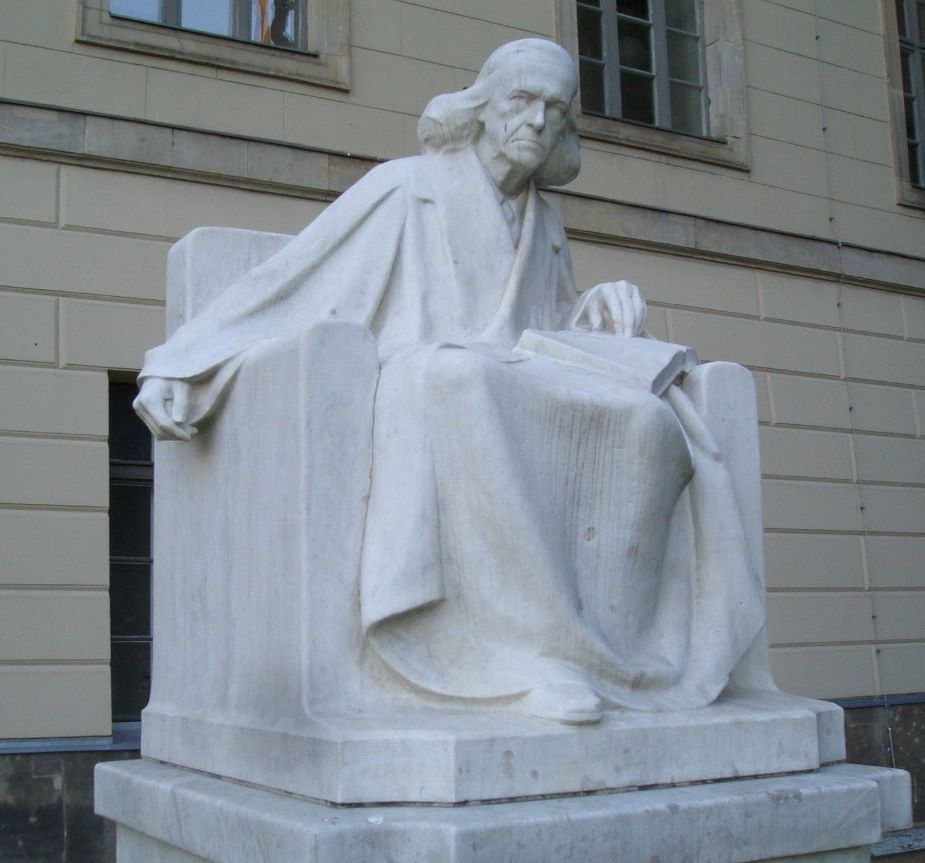
Памятник Теодору Моммзену работы Адольфа Брютта во дворе Берлинского университета

В антиковедении деятельность Друза рассматривается в связи с реформами братьев Гракхов. Некоторые исследователи (Т. Моммзен, М. Кэри, Ф. Марш) считают Марка Ливия продолжателем дела Гракхов. Так, Моммзен видит у Друза «те же идеи реформ и стремление опереться на те же силы», что и у Гая Семпрония. Разница с точки зрения немецкого историка заключается в том, что в 122—121 годах до н. э. «тирания» боролась против «олигархии», а в 91 году — «олигархия» против «денежной аристократии», то есть всадничества. В обоих случаях реформаторы пытались опереться на беднейшую часть плебса и пользовались поддержкой «лучшей части аристократии» для того, чтобы исцелить «застарелые общественные язвы», не касаясь при этом вопроса о верховной власти. Попытка Друза, этого «Гракха аристократии», закончилась крахом из-за слабости нобилитета.

Друза… можно считать в такой же мере продолжателем и учеником Гая Гракха, как и его противником. Между обоими высокорождёнными и благородными духом юными реформаторами больше сходства, чем может показаться на первый взгляд; и по своим личным качествам оба они были способны возвыситься над густым туманом партийных интриг и в основном сойтись в чистой атмосфере своих патриотических устремлений
— Моммзен Т. История Рима. Т. II. Ростов н/д., 1997. С. 450
.
Существует мнение, что Марк Ливий в своих реформах продолжал дело отца, а сходство с Гракхами в конкретном наполнении преобразований и методах политической борьбы возникло в силу объективных обстоятельств. Советский антиковед С. Ковалёв видел в деятельности Друза попытку восстановить господство аристократии. В «своеобразной консервативно-демократической программе» трибуна демократические лозунги оказались совмещены с главным требованием оптиматов относительно судов. Это был «грандиозный политический компромисс, в котором основные пункты гракховой программы сочетались с реакционными вожделениями аристократии». Само появление такого плана реформ, «страдавшего неразрешимыми внутренними противоречиями», по мнению Ковалёва, показывает, в каком политическом тупике оказался Рим в начале I века до н. э.
Иначе оценивает эти реформы С. Утченко: по его мнению, они были направлены против «олигархической верхушки», а погубило Друза его обращение к италийской проблеме.
По мнению Х. Мейера, руками Друза сенатская аристократия попыталась захватить политическую инициативу, перейдя от сопротивления реформам к контрреформе сверху. Э. Габба видит в Марке Ливии чисто сенатского реформатора, на которого оказала определённое влияние идеология популяров.
Российский учёный А. Егоров причисляет Друза к «умеренным реформаторам» из «кружка Крассов-Сцевол», которые стремились проводить «средний курс», предполагавший опору на «традиционные ценности» и проведение ограниченных реформ для вывода Республики из кризиса. При этом ни одна из основных противоборствующих «партий» не готова была принять предложенный Марком Ливием план преобразований целиком: марианцы были против судебной реформы, оптиматы — против предоставления гражданства италикам.
Учёные согласны в том, что провал реформ Друза имел катастрофические последствия для Рима: прямым его следствием стали восстание союзников и гражданская война. Победивший в этой войне Луций Корнелий Сулла, по мнению некоторых исследователей, тоже принадлежал в своё время к окружению Друза, разделяя его идеи. В реформах Суллы видят сходство с законопроектами Марка Ливия. В частности, Сулла расширил сенат за счёт 300 состоятельных людей (в первую очередь всадников), издал закон об основании двенадцати колоний — предположительно, чтобы задобрить плебс.

## В культуре
Марк Ливий Друз является одним из действующих лиц в двух романах Колин Маккалоу из серии «Владыки Рима» — «Первый человек в Риме» и «Венец из трав». Писательница сделала Друза участником битвы при Араузионе в 105 году до н. э., где завязалась его дружба с Квинтом Попедием Силоном. Разрыв между Друзом и Цепионом в изображении Маккалоу произошёл из-за жестокого обращения Цепиона с женой.